# Henri Lentulo

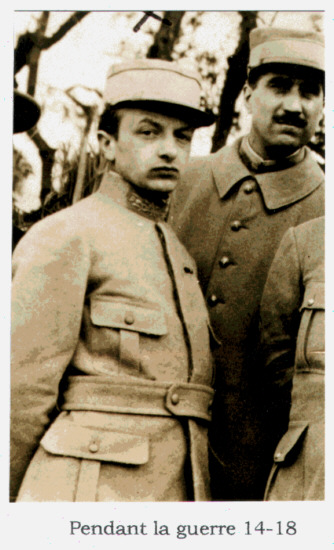
Henri Lentulo pendant la Première Guerre mondiale.

Henri Lentulo, né le 17 novembre 1889 à Nice et mort le 27 janvier 1981 à Gap, est un médecin italien, naturalisé français, et officier de la Légion étrangère. Il fut un pionnier de l'art dentaire, inventeur du bourre-pâte qui porte son nom (brevet délivré le 7 avril 1928). Il repose à Béthonvilliers (Eure-et-Loir).

## Biographie

### Famille et formation
Né à Nice de parents d'origine piémontaise - son père Gaetano naquit à Ceva tandis que sa mère, Catherine Operti, provenait de Coni - il est diplômé chirurgien-dentiste, en 1912, de l'université de Turin.

### Première Guerre mondiale
Avec le déclenchement de la Première Guerre mondiale, ses opinions politiques socialistes l'amènent, après l'assassinat de Jean Jaurès, à s'enrôler dans l'armée française en 1914.
Étant encore un citoyen italien, il est engagé dans la Légion étrangère et destinée au 1er régiment de marche, comme légionnaire de 2e classe. En octobre de cette année, il est détaché en tant que médecin assistant à la Légion Garibaldina Peppino Garibaldi, dans le 4e régiment de marche du 1er régiment étranger.
En avril 1915, avec le dénouement de la Légion Garibaldina, Lentulo est destiné pour le 2e régiment étranger d'Orléans, puis pour le 359e régiment d'Infanterie. En juillet 1916, il combat dans la bataille de Verdun et, en 1918, est envoyé à Milan pour y organiser le centre de chirurgie maxillo-faciale de l'armée italienne.